# NGC 50
NGC 50 (también conocida como MCG -1-1-58 y PGC 983)  es una galaxia lenticular localizada en la constelación de Cetus, con un diámetro de 170.000 años luz. Fue descubierto en 1865 por Gaspare Ferrari. La galaxia es, en comparación con la Vía Láctea, aproximadamente 1.5-2 veces más grande. También está físicamente cerca de NGC 49.